# Hieracium borsanum
Hieracium borsanum es una especie de planta con flor del género Hieracium, de la familia Asteraceae, orden Asterales.

## Distribución
Hieracium borsanum se distribuye por Rumania.

## Taxonomía
Fue descrita científicamente por Mráz. Fue publicada en Folia Geobot. 36: 329 (2001).